# Нидербург
Нидербург (њем. Niederburg) општина је у њемачкој савезној држави Рајна-Палатинат. Једно је од 134 општинска средишта округа Рајн-Хунсрик. Према процјени из 2010. у општини је живјело 718 становника. Посједује регионалну шифру (AGS) 7140104.

## Географски и демографски подаци
Нидербург се налази у савезној држави Рајна-Палатинат у округу Рајн-Хунсрик. Општина се налази на надморској висини од 327 метара. Површина општине износи 6,8 km². У самом мјесту је, према процјени из 2010. године, живјело 718 становника. Просјечна густина становништва износи 106 становника/km².